# Kattebelaguli, Holenarsipur
Kattebelaguli là một làng thuộc tehsil Holenarsipur, huyện Hassan, bang Karnataka, Ấn Độ.